# Andrés Peyrat
Andrés Peyrat y Roca (Burriana, 1856 - ?) fue un periodista español. Cursó el bachillerato en el Instituto provincial de segunda enseñanza de Castellón. En la Universidad literaria de Valencia comenzó sus estudios de abogado, interrumpiéndolos el último alzamiento del partido carlista, en cuyas filas se alistó de los primeros, prestando servicios excelentes que le valieron varias cruces y ascensos. Terminada la tercera guerra carlista, reanudó sus estudios de facultad mayor, y concluidos aquellos fue a establecerse en Castellón, en donde, apenas llegado, fundó La Plana Católica. Más tarde dirigió El Tradicionalista, órgano de la Comunión Tradicionalista en dicha provincia, en el que se acreditó de escritor erudito. En unos Juegos Florales celebrados en Castellón le fue premiada una monografía de La iglesia mayor de Castellón.